# Landesfamilienrat Baden-Württemberg
Der Landesfamilienrat Baden-Württemberg ist ein Zusammenschluss von derzeit 23 Verbänden und Organisationen, die landesweit in der Arbeit für und mit Familien engagiert sind. Er versteht sich als unabhängiger, überparteilicher und überkonfessioneller Anwalt und Partner für die Interessen von Familien.
Als Gegenüber zur Landesregierung hat der Landesfamilienrat die Aufgabe, Politik anzuregen und aktiv zu begleiten. Dabei ist es ein erklärtes Ziel, die Lebensqualität und damit die Rahmenbedingungen für Familien und das Leben mit Kindern zu verbessern. Dazu überprüft er die Vorhaben der Landesregierung auf ihre Auswirkungen auf Kinder und Familien. Der Landesfamilienrat vertritt die „familienpolitische Stimme“ seiner Verbände bei der Landesregierung und vielen weiteren Gremien in Politik, Wirtschaft und Gesellschaft.
Diese Mitwirkung geschieht über Positionspapiere, Empfehlungen, Stellungnahmen, Beteiligung in Gesetzgebungsprozessen, Mitarbeit in politischen Gremien, Öffentlichkeitsarbeit und Netzwerkpflege.

## Geschichte
Der Landesfamilienrat Baden-Württemberg wurde 1981 auf Anregung der damaligen Sozialministerin Annemarie Griesinger gegründet. Er ist hervorgegangen aus der Arbeitsgemeinschaft der Familienverbände (AGF), die mit Gründung des Landesfamilienrates um weitere familienbezogene Organisationen, vor allem um Wohlfahrtsverbände, Kirchen, Wissenschaft und die Einbeziehung der Landespolitik erweitert wurde.
Die Arbeit des Landesfamilienrates wird gefördert aus Mitteln des Landeshaushaltes durch das Ministerium für Soziales, Gesundheit und Integration Baden-Württemberg. Sie ist damit auch Ausdruck der politischen Verantwortung des Landes Baden-Württemberg für die Belange von Familien.

## Organisation und Arbeitsformen
Derzeit gehören dem Landesfamilienrat 23 Wohlfahrts- und Familienverbände, Kirchen oder andere landesweit tätigen Organisationen als Mitglied an. Ihre Delegierten bilden den Vorstand und die Mitgliederversammlung des nicht selbständigen Vereins.
Die Mitglieder des Landesfamilienrates bilden mit ihren Strukturen und ihren Untergliederungen ein dichtes Netzwerk. Die Beschlüsse der Mitgliederversammlung zu den Arbeitsschwerpunkten des Landesfamilienrates sind die Grundlage für die fachliche Arbeit. Inhaltliche Positionen oder Stellungnahmen zu einer Vielzahl von Themen werden in Fachausschüssen und Arbeitsgruppen entwickelt. Entscheidungsgremium ist der Vorstand, in dem alle Mitgliedsverbände repräsentiert sind. Der Geschäftsführende Vorstand wird zusammen mit der Vorsitzenden für eine Amtsperiode von drei Jahren gewählt.
Die Geschäftsstelle arbeitet derzeit mit zwei hauptamtlichen Kräften – der Geschäftsführerin und einer Verwaltungskraft – dem Vorstand zu.

## Zusammenarbeit und Vernetzung
Der Landesfamilienrat Baden-Württemberg arbeitet im gesellschaftlichen und politischen Raum mit einer großen Zahl von Akteuren zusammen. Delegierte aus den Mitgliedsverbänden oder die Geschäftsführerin sind in verschiedenen Organisationen, Verbänden oder Bündnissen vertreten, so dass ein umfassender Meinungsbildungsprozess und Informationsaustausch auf ganz unterschiedlichen Ebenen stattfindet. Beispiele:
- Das beim Landesfamilienrat angesiedelte Netzwerk Familienbildung BW bietet Bildungsanbietern, Verantwortungsträgern und weiteren Verbänden eine Plattform für die fachpolitische Arbeit.[5]
- Gemeinsam mit dem Wirtschaftsministerium und den Arbeitgeberverbänden vergibt der Landesfamilienrat im Rahmen des Projekts familyNET seit 2013 das Prädikat Familienbewusstes Unternehmen.[6]

## Wichtige Themen
- Finanzielle Entlastung und Förderung von Familien sowie eine effektive Armutsbekämpfung
- Vereinbarkeit von Familie und Beruf, v. a. durch Kinderbetreuung und eine familienbewusste Personalpolitik[7]
- Allgemeine Familienförderung, v. a. durch ein flächendeckendes und niedrigschwelliges Angebot von Familienbildung in allen Lebenslagen und Lebensphasen[8]
- Bezahlbarer Wohnraum, familien- und generationengerechte Quartiersplanung
- Beratung, Begleitung und Unterstützung von Familien in besonderen Belastungssituationen[9]
- Familiengerechte Ausgestaltung von Mobilität, insbesondere den Ausbau des Öffentlichen Personennahverkehrs.

## Veröffentlichungen
- Alleinerziehende – Familie in konzentrierter Form, Stuttgart 2012.
- Finanzielle Sicherung von Familie in Zukunftssicherung, Stuttgart 2019.
- Mehr als ein Dach über dem Kopf. Bezahlbarer und generationengerechter Wohnraum für Familien, Stuttgart 2019.
- Familienbildung. Alle gewinnen. Eltern- und Familienbildung als zentraler Baustein allgemeiner Familienförderung, Stuttgart 2015.
- Rahmenkonzeption Familienbildung Baden-Württemberg, Stuttgart 2019.
- Familien in der Medienwelt. Positionen und Forderungen des Landesfamilienrates, Stuttgart 2010.
- Die Schule besser machen… Positionen aus Familienperspektive, Stuttgart 2009.
- Rund um die Uhr. Angehörige zwischen Beruf und Pflege, Stuttgart 2009.

In regelmäßigen Abständen erscheint der Infodienst, ein elektronischer Newsletter, der über die Website abonniert werden kann.

## Mitgliedsverbände
Folgende Verbände sind Mitglieder des Landesfamilienrats Baden-Württemberg:
- Arbeitsgemeinschaft Netzwerk Familie Baden-Württemberg e.V.
- AWO Bezirksverband Baden e.V.
- AWO Bezirksverband Württemberg e.V.
- Caritasverband der Diözese Rottenburg Stuttgart e.V.
- Caritasverband für die Erzdiözese Freiburg e.V.
- Deutscher Familienverband Landesverband Baden-Württemberg e.V.
- Deutscher Kinderschutzbund Landesverband Baden-Württemberg e.V.
- Der PARITÄTISCHE, Landesverband Baden-Württemberg e.V. und seine Familienorganisationen

1. Landesverband Kindertagespflege BW e.V.
2. MütterForum Baden-Württemberg e.V.
3. pro familia Landesverband BW e.V.
4. Verband alleinerziehender Mütter und Väter LV BW e.V. (VAMV)

- Deutsches Rotes Kreuz Landesverband Baden-Württemberg e.V.
- Deutsches Rotes Kreuz Landesverband Badisches Rotes Kreuz e.V.
- Diakonisches Werk der evangelischen Landeskirche in Baden e.V.
- Diakonisches Werk der evangelischen Kirche in Württemberg e.V.
- Diözese Rottenburg-Stuttgart und ihre Familienorganisationen

1. Familienbund der Katholiken in der Diözese Rottenburg-Stuttgart

- Erzdiözese Freiburg – Erzbischöfliches Ordinariat und ihre Familienorganisationen

1. Familienbund der Katholiken Erzdiözese Freiburg

- Evangelische Landeskirche in Baden und ihre Familienorganisationen

1. Evangelische Arbeitsgemeinschaft Familie Baden

- Evangelische Landeskirche in Württemberg und ihre Familienorganisationen

1. Evangelische Aktionsgemeinschaft für Familienpolitik Landesverband Württemberg

- Israelitische Religionsgemeinschaft Baden – Der Oberrat
- Israelitische Religionsgemeinschaft Württemberg K.d.ö.R.
- Landesarbeitsgemeinschaft Mehrgenerationenhäuser Baden-Württemberg
- Landesfrauenrat Baden-Württemberg
- Landesverband der kommunalen Migrantenvertretungen Baden-Württemberg – LAKA
- Lesben- und Schwulenverband Landesverband Baden-Württemberg e.V.
- NaturFreunde Landesverband Baden und Württemberg e.V.